# Jerk Dandelin
Jerk Dandelin är en litterär figur som förekommer i flera romaner av Walter Ljungquist, bland andra Revolt i grönska (1951), Liljor i Saron (1952), Kammarorgel (1954), Brevet från Casper (1955), Paula (1958), Källan (1961) och Erika, Erika (1963).